# Ubort (przystanek kolejowy)
Ubort (ukr. Уборть) – przystanek kolejowy w miejscowości Andrijewyczi, w rejonie zwiahelskim, w obwodzie żytomierskim, na Ukrainie. Położony jest na linii Kalinkowicze – Szepetówka.